# Hartbladzonnebloem
De hartbladzonnebloem (Doronicum pardalianches), ook wel voorjaarszonnehoed of hartzonnebloem genoemd, is een vaste plant uit de composietenfamilie (Asteraceae). 
De hartbladzonnebloem wordt als sierplant gebruikt. De soort staat op de Nederlandse Rode lijst van planten als zeldzaam en stabiel of toegenomen. De plant komt van nature voor in de gebergten van Zuidwest-Europa en het meest westelijke deel van Midden-Europa en is verder verspreid naar West-Europa, waar het is ingeburgerd. Het aantal chromosomen is 2n = 60. De weegbreezonnebloem lijkt zeer veel op de hartbladzonnebloem, maar de rozetbladen hebben bij de weegbreezonnebloem een wigvormige voet en bij de hartbladzonnebloem een hartvormige voet. Bij de weegbreezonnebloem zit er meestal maar één hoofdje op de bloeistengel en bij de hartbladzonnebloem twee tot zes.
De plant wordt 30–90 cm hoog en vormt lange, vlezige uitlopers met eindknoppen, die voor de vegetatieve vermeerdering zorgen. Op de knopen zitten witachtige haren. De eirond-hartvormige, al of niet getande, 3,6-16,5 cm lange en 3,3-14 cm brede rozetbladeren hebben een sterk behaarde, 4,5–27 cm lange bladsteel. De haren zijn 1–2 mm lang. De hogerop de stengel zittende de bladeren zijn eirond tot langwerpig, stengelomvattend en aan beide zijden behaard.
De hartbladzonnebloem bloeit met gele bloemen, die in een 3–6 cm groot hoofdje zitten. De driehoekig-langwerpige omwindselbladen hebben een behaarde rand. Ze zijn 1,2-1,4 cm lang en 1-1,5 mm breed. De vrij sterk behaarde bloeistengel draagt meestal twee tot zes hoofdjes.
De vrucht is een nootje met een wrattig oppervlak. De kale 1,7-3,5 mm lange en 0,7-1,3 mm brede nootjes van de lintbloemen hebben geen pappus. De behaarde 1,2-1,8 mm lange en 0,7–1 mm brede nootjes van de buisbloemen hebben een witte, 3-4 mm lange pappus.
De hartbladzonnebloem komt voor op licht beschaduwde, kalkrijke plaatsen in loofbossen, langs bergbeken en struwelen.
Bloemformule:
- K 0, C (5), A (5), G 2[2]

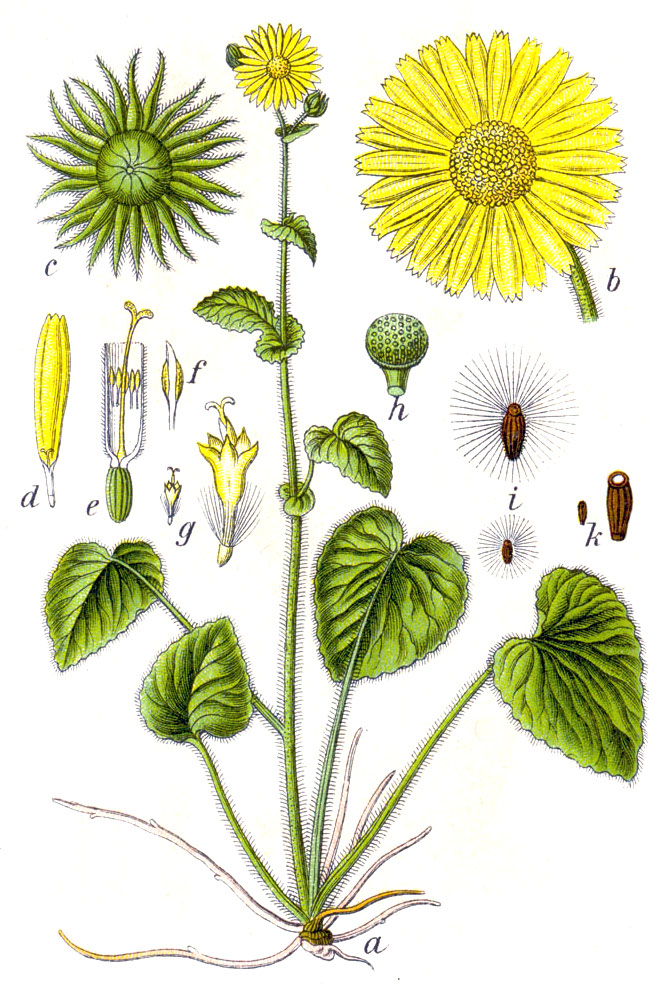
Illustratie
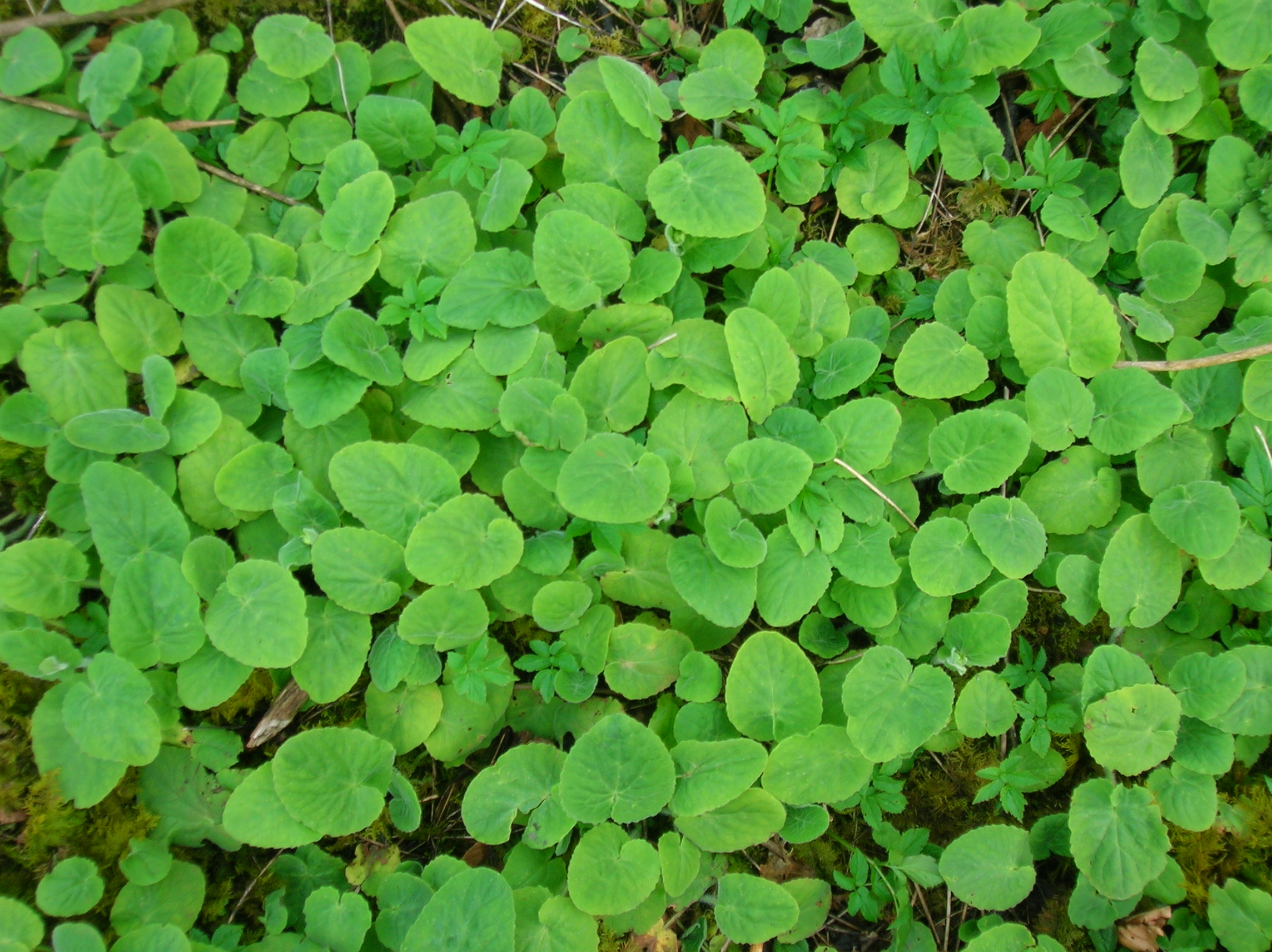
Planten
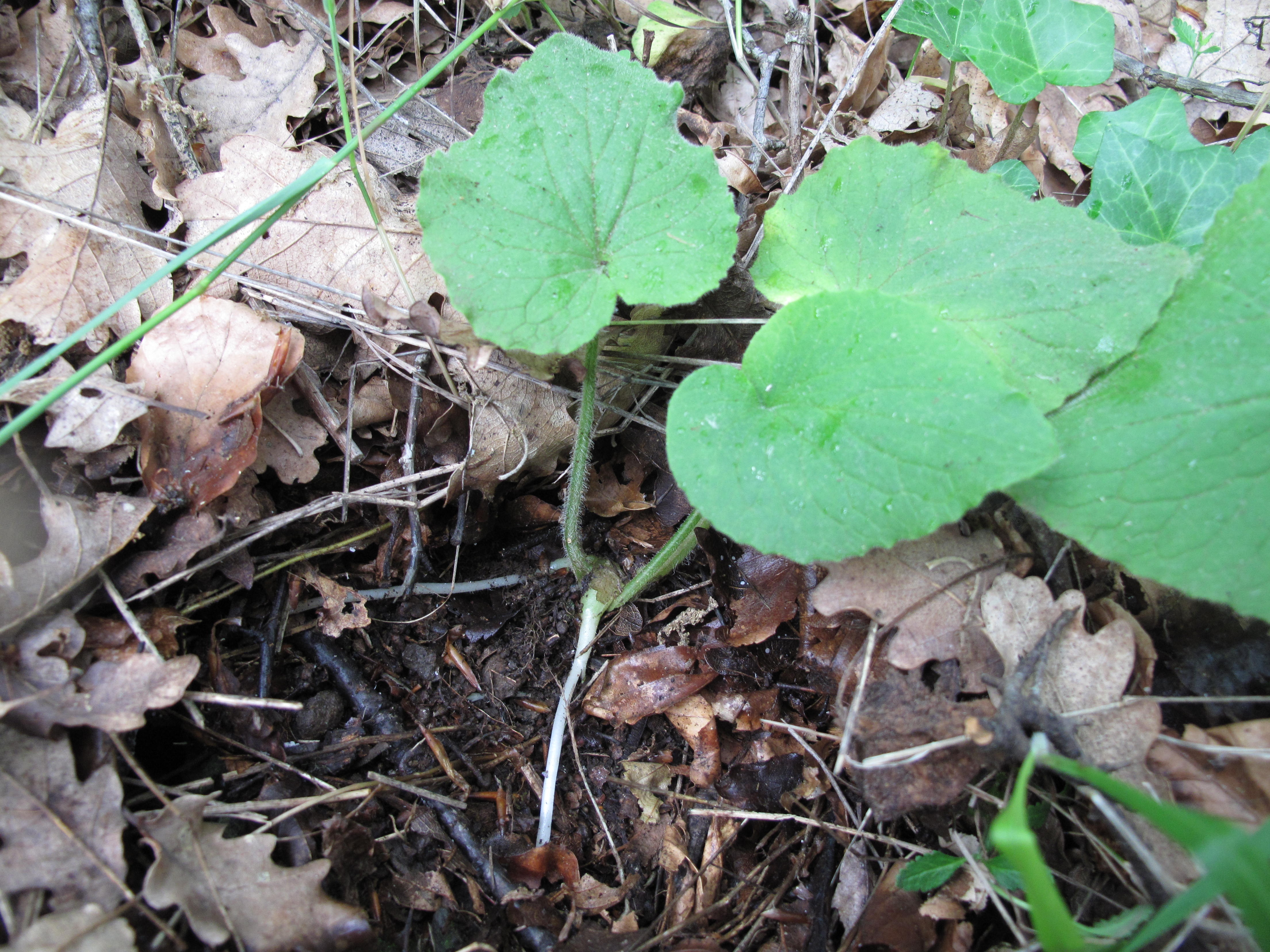
Plant met uitloper
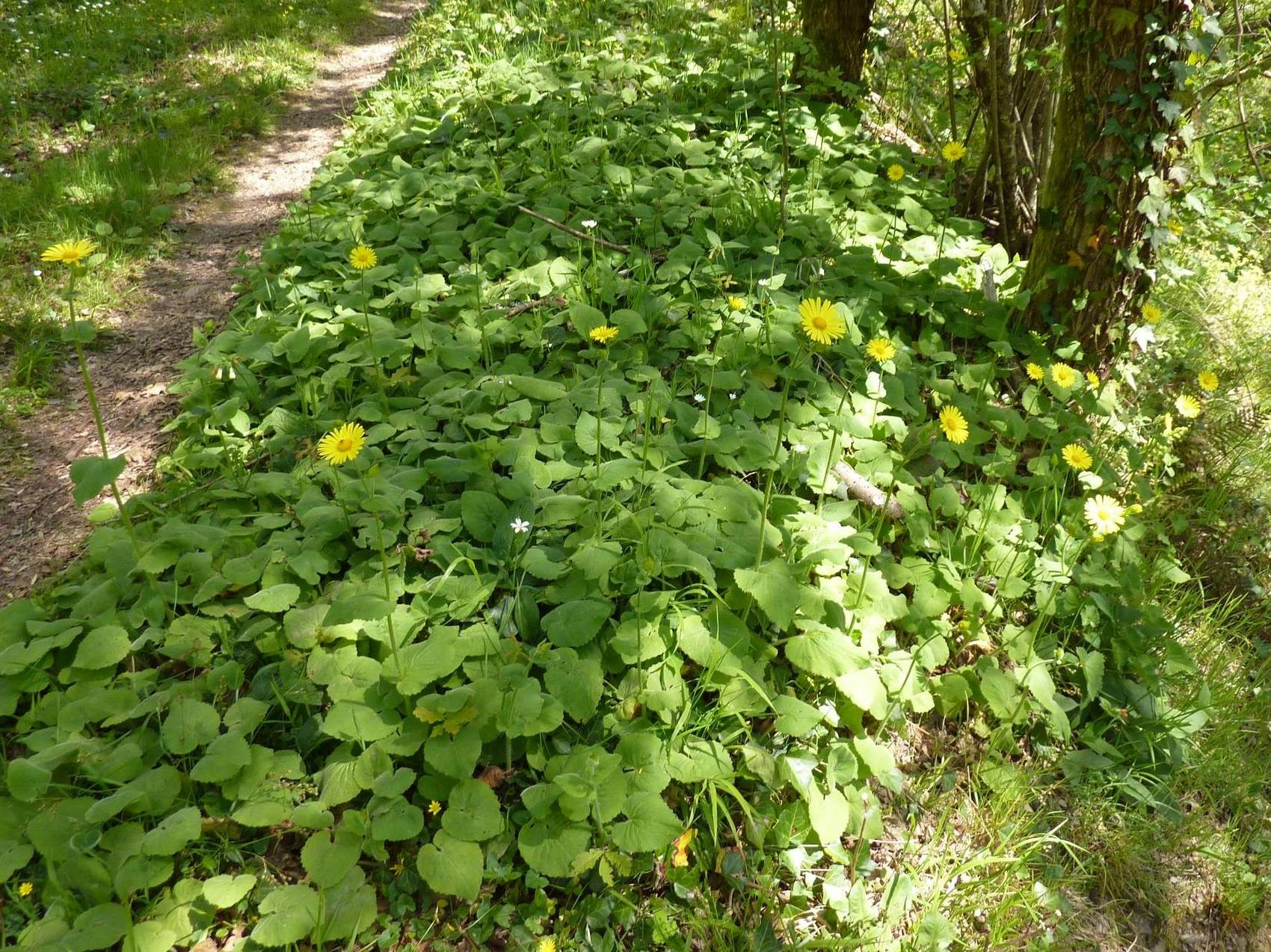
Bloeiende planten
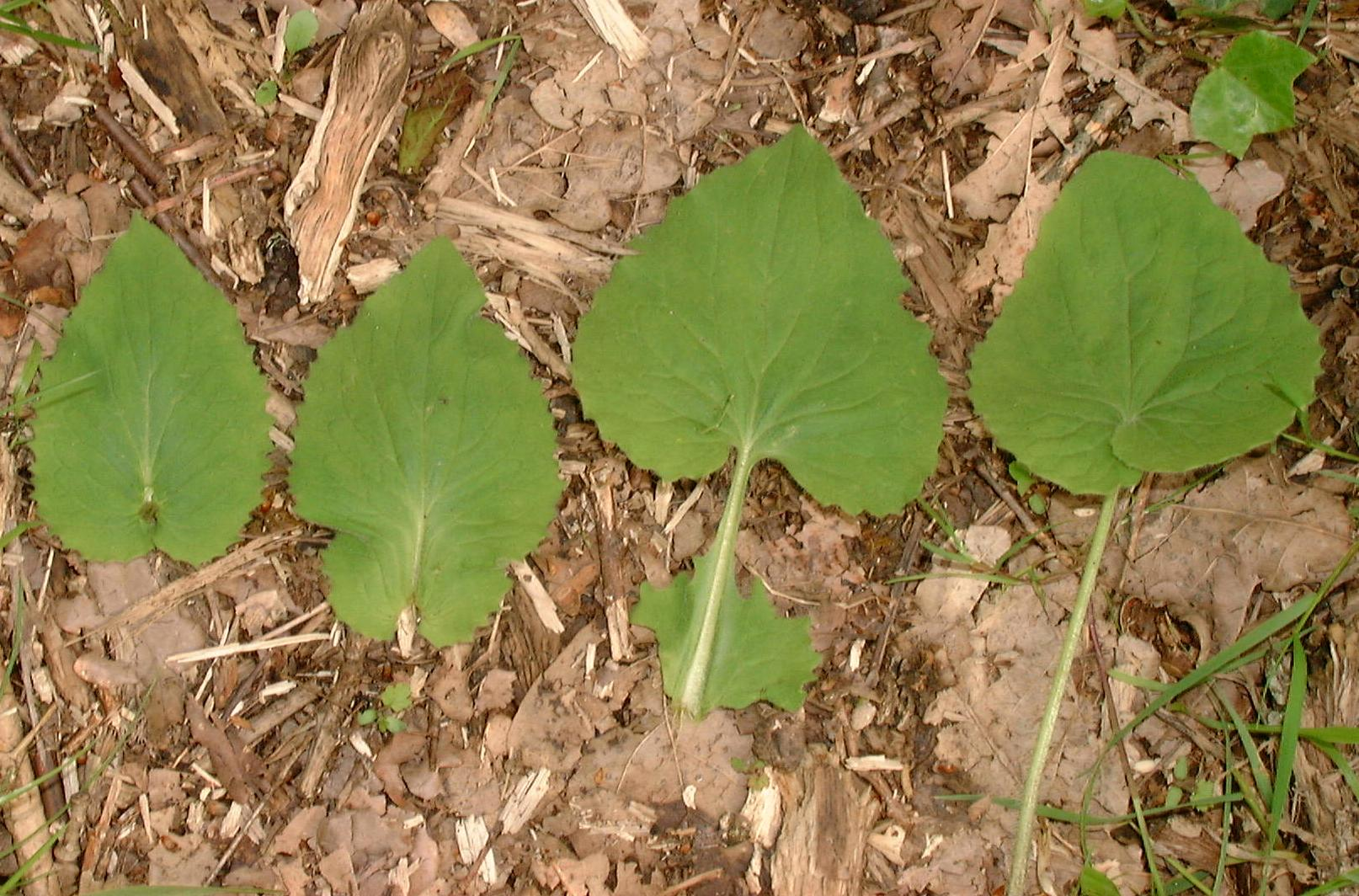
Stengelbladeren
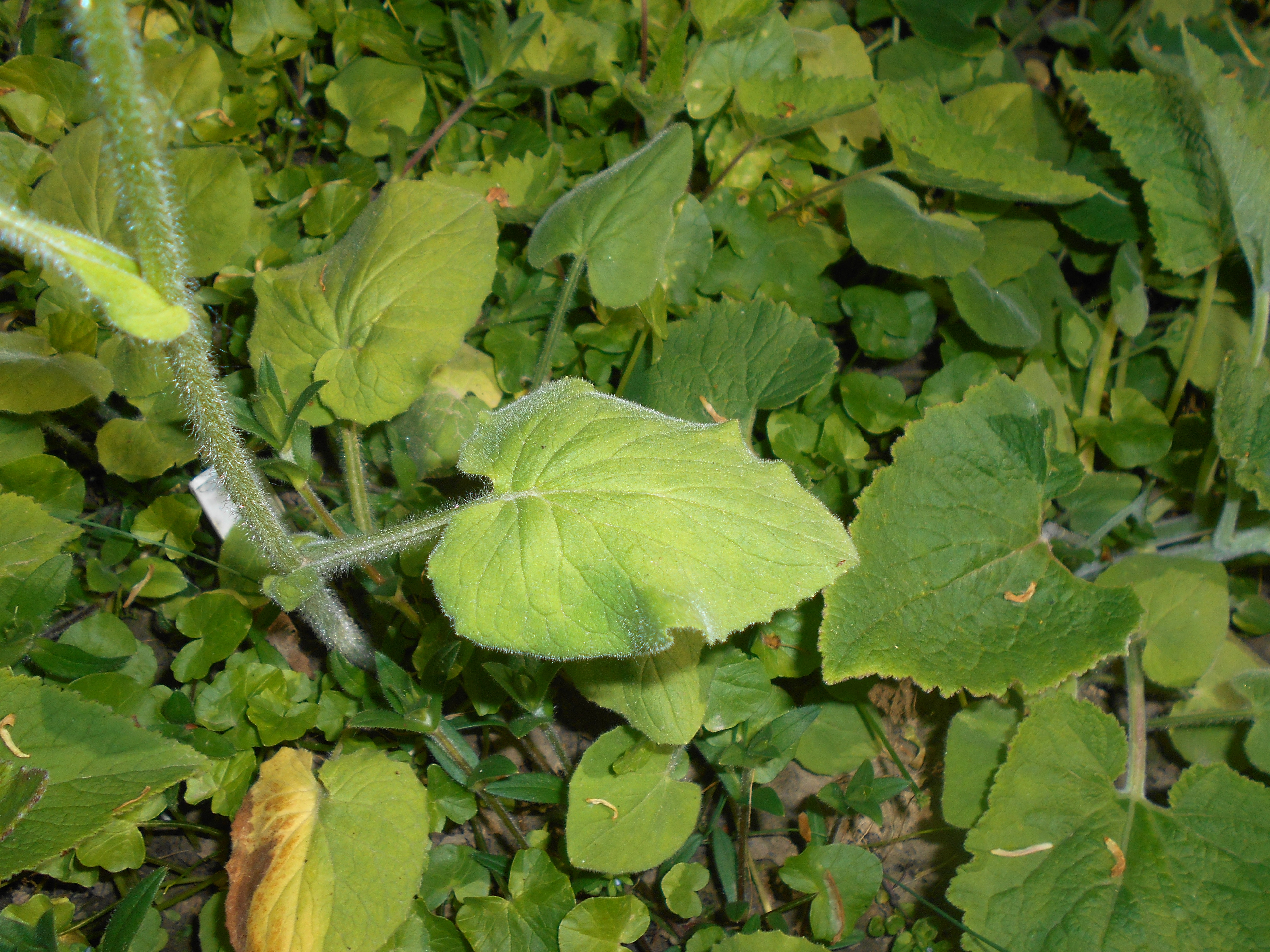
Behaarde stengel
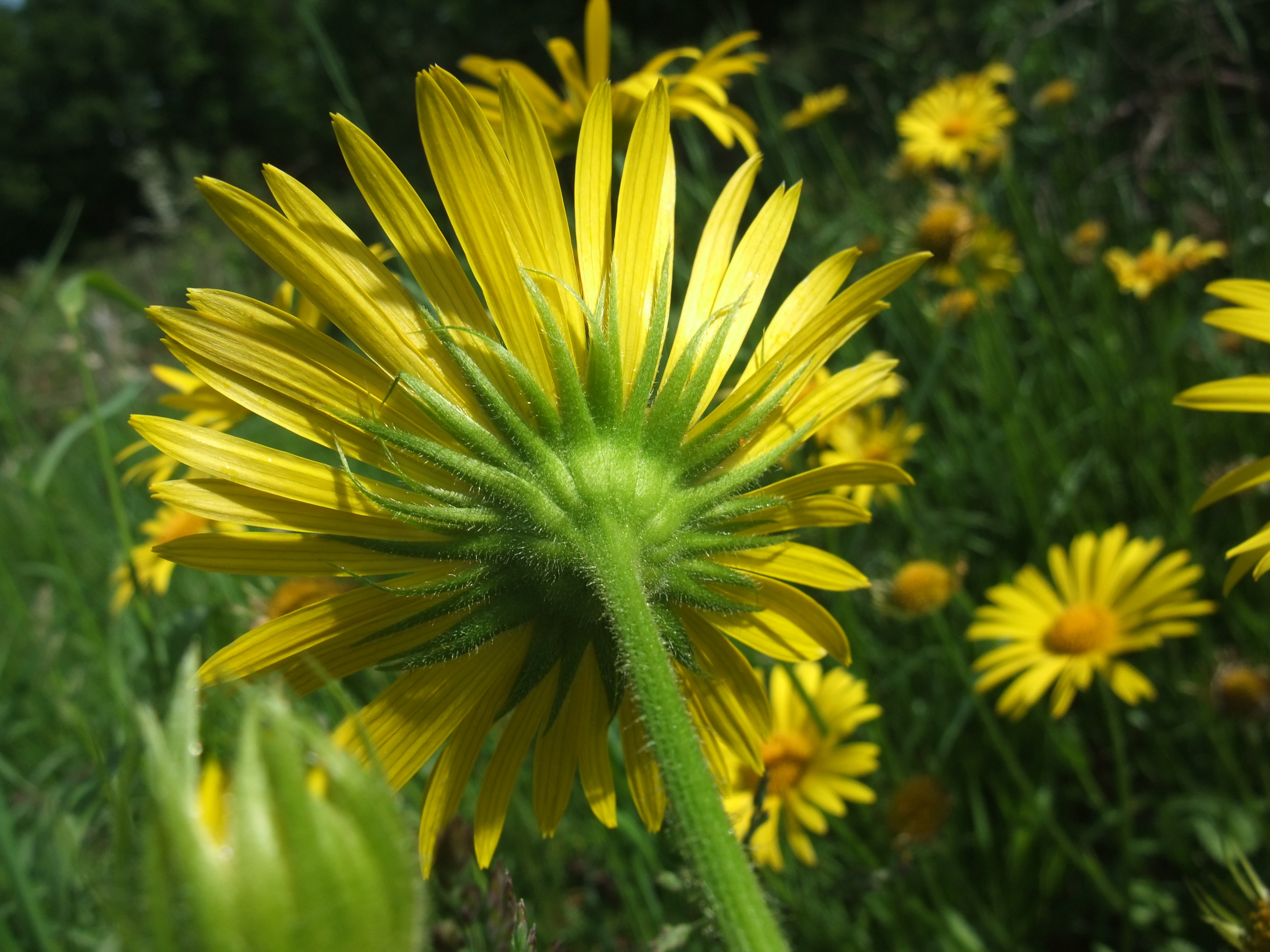
Omwindsel hoofdje
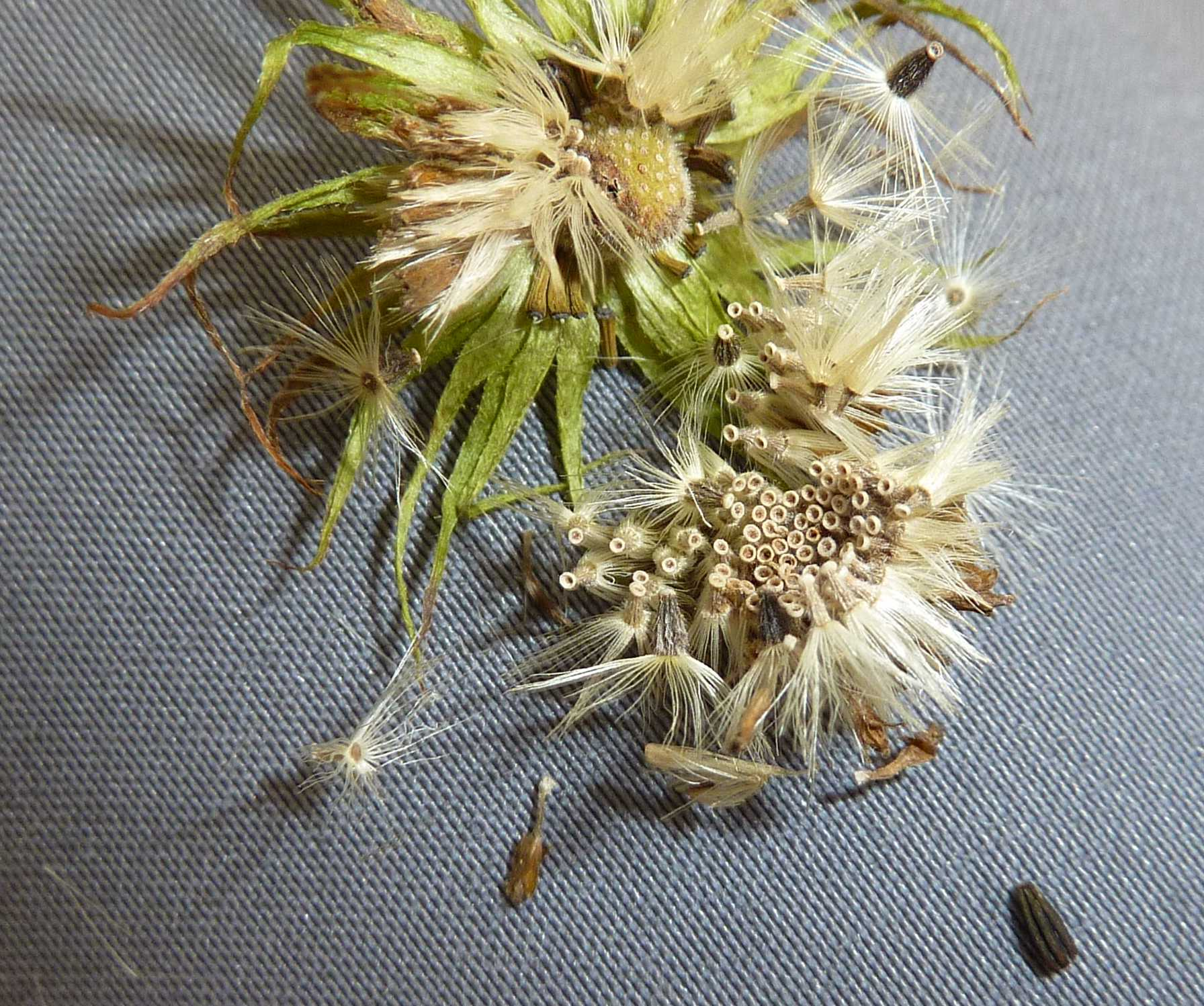
Vruchten